# Понтиньи (аббатство)
Понтиньи́ (фр. Pontigny) — бывшее цистерцианское аббатство во Франции, один из пяти старейших и важнейших монастырей ордена, второй по счёту дочерний монастырь ордена после Ла-Ферте. Основано в 1114 году Гуго Маконским, сподвижником аббата Сито Стефана Хардинга. Понтиньи расположено на территории современного департамента Йонна (Бургундия), на берегу реки Серен в 15 км к северо-востоку от города Осер.

## История
Орден цистерцианцев был основан святым Робертом Молемским в 1098 году, как орден строгого соблюдения устава святого Бенедикта. До 1113 года единственным монастырём цистерцианцев оставался Сито (фр. Cîteaux, лат. Cistercium), давший ордену название. Двумя событиями, способствовавшими стремительному росту ордена, стали назначение на пост настоятеля Сито деятельного Стефана Хардинга и вступление в ряды цистерцианцев святого Бернарда в 1112 году.

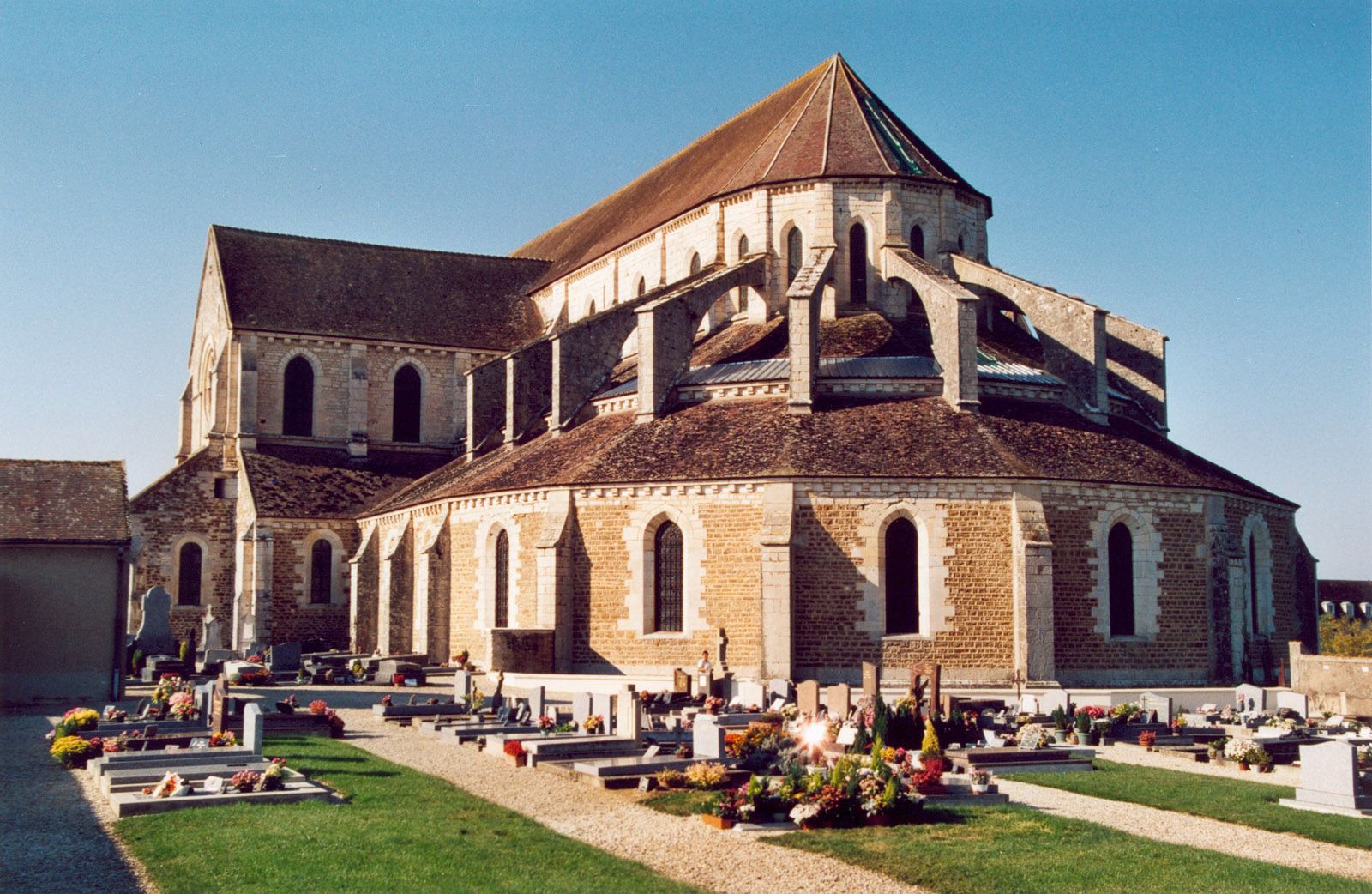

В 1113 году был основан Ла-Ферте, который стал первым дочерним монастырём ордена. Годом позже осерский каноник Хильдеберт попросил Стефана Хардинга основать новый монастырь рядом с Осером. Настоятель Сито послал для этого 12 монахов во главе с Гуго Маконским, которые и основали новую обитель, получившую имя Понтиньи. Гуго стал первым аббатом нового монастыря, а позднее в 1151 году — епископом Осера. Ветвь Понтиньи быстро росла, на протяжении последующих десятилетий монахи Понтиньи основали 22 новые обители. Написанная Стефаном Хардингом конституция ордена «Carta Caritatis» определяла особую роль пяти старейших цистерцианских монастырей (Сито, Ла-Ферте, Понтиньи, Клерво и Моримон), их настоятели составляли коллегию, управлявшую делами ордена.

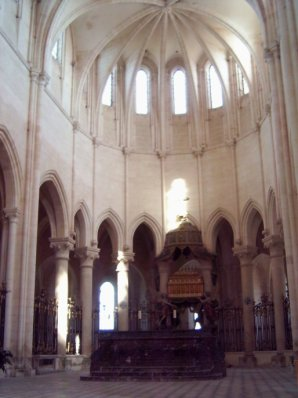
Интерьер церкви

Из Понтиньи вышло большое количество известных церковных деятелей, среди них три архиепископа Кентерберийских — святой Томас Бекет, Стефан Лэнгтон и святой Эдмунд, который был похоронен в Понтиньи и стал покровителем монастыря. Понтиньи был одним из промежуточных пунктов на пути Святого Иакова.
В XIII веке был построен основной массив монастырских зданий, который впоследствии неоднократно перестраивались. Начиная с XV века начался постепенный упадок Понтиньи. В 1569 году во время религиозных войн во Франции аббатство было осаждено, а потом штурмом взято гугенотскими войсками. В огне погибла большая часть монастырских строений. Бежавшие из монастыря монахи успели спасти только мощи св. Эдмунда. Аббатство было восстановлено лишь частично, но тем не менее продолжало существование вплоть
до Великой французской революции, когда монастырь был закрыт и продан с аукциона. Большая часть монастырских построек была уничтожена, но церковь сохранилась. В начале XIX века бывшая монастырская церковь стала обычной приходской. Эту функцию она исполняет по сей день.
В 1843 году в Понтиньи была учреждена религиозная конгрегация «Общество святого Эдмунда». В 1909 году Понтиньи было куплено философом Полем Дежарданом, который в периоды с 1910 по 1914 и с 1922 по 1939 года проводил здесь ежегодно так называемые «Декады Понтиньи», десятидневные конференции, на которые собиралась интеллектуальная элита Франции. В Понтиньи приезжали Антуан де Сент-Экзюпери, Жан-Поль Сартр, Симона де Бовуар, Томас Стернз Элиот, Томас Манн и другие выдающиеся личности.
После смерти Поля Дежардана в 1940 году Понтиньи было выкуплено обществом святого Эдмунда, организовавшего здесь колледж своей конгрегации. С 1954 по 1967 год Понтиньи принадлежало экстерриториальной епархии «Французская миссия». С 1968 года по настоящее время в Понтиньи располагается один из центров Ассоциации адаптации людей с физическими недостатками (L’ADAPT).

## Персоналии

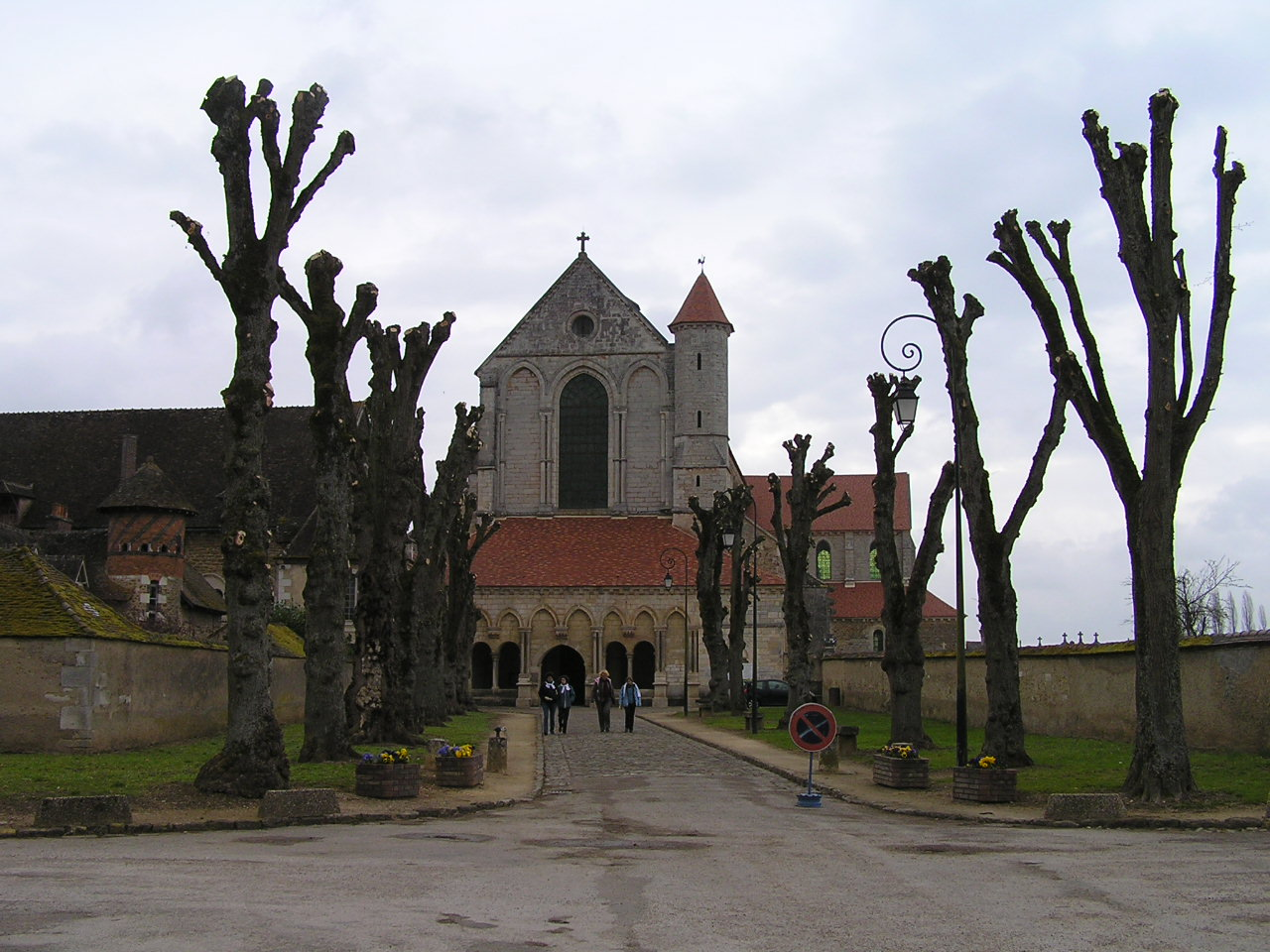

- Гуго Маконский, основатель и первый аббат, впоследствии епископ Осера.
- Томас Бекет, провёл в Понтиньи два года, ища убежища после конфликта с королём Генрихом II
- Стефан Лэнгтон, жил в Понтиньи с 1207 по 1213 год, будучи изгнанным королём Иоанном Безземельным
- Святой Эдмунд, умер и похоронен в аббатстве. После канонизации его могила в Понтиньи стала объектом почитания
- Адель Шампанская — королева Франции. Похоронена в церкви аббатства.

## Прочая информация
Монахи Понтиньи внесли большой вклад в развитие виноградарства и виноделия в Бургундии. Именно они насадили виноградники для производства вина, которое затем стало известно как Шабли.